# سیارک ۲۶۷
سیارک ۲۶۷ (به انگلیسی: 267 Tirza) دویست و شصت و هفتمین سیارک کشف شده‌است که در ۲۷ مه ۱۸۸۷ و در نیس کشف شد.
قدر مطلق سیارک برابر ۱۰٫۵۰ است.